# Pyraustini
De Pyraustini zijn een geslachtengroep van vlinders van de familie van de grasmotten (Crambidae), uit de onderfamilie van de Pyraustinae.

## Geslachten
- Achyra Guenée, 1849
- Adoxobotys Munroe, 1978
- Aglaops Warren, 1892
- Anamalaia Munroe & Mutuura, 1969
- Anania Hübner, 1823
- Aplectropus Hampson, 1896
- Arenochroa Munroe, 1976
- Aurorobotys Munroe & Mutuura, 1971
- Callibotys Munroe & Mutuura, 1969
- Carminibotys Munroe & Mutuura, 1971
- Ceuthobotys Munroe, 1978
- Chilochroma Amsel, 1956
- Chilocorsia Munroe, 1964
- Chilopionea Munroe, 1964
- Chobera Moore, 1888
- Circobotys Butler, 1879
- Clatrodes Marion & Viette, 1953
- Coptobasoides Janse, 1935
- Crocidophora Lederer, 1863
- Crypsiptya Meyrick, 1894
- Cybalobotys Maes, 2001
- Daunabotys Maes, 2004
- Deltobotys Munroe, 1964
- Demobotys Munroe & Mutuura, 1969
- Drachma Bryk, 1913
- Duzulla Amsel, 1952
- Dysgrammodes Seizmair, 2023
- Ecpyrrhorrhoe Hübner, 1825
- Epicorsia Hübner, 1818
- Epiparbattia Caradja, 1925
- Eretmopteryx Saalmüller, 1884
- Eumorphobotys Munroe & Mutuura, 1969
- Euphyciodes Marion, 1954
- Fumibotys Munroe, 1976
- Furcivena Hampson, 1896
- Glaucoda Karsch, 1900
- Glyphidomarptis Meyrick, 1936
- Gynenomis Munroe & Mutuura, 1968
- Hahncappsia Munroe, 1976
- Haplochytis Meyrick, 1933
- Helvibotys Munroe, 1976
- Herpetobotys Maes, 2001
- Hyalorista Warren, 1892
- Lamprophaia Caradja, 1925
- Limbobotys Munroe & Mutuura, 1970
- Lirabotys J. C. Shaffer  & Munroe, 2007
- Loxostege Hübner, 1825
- Megatarsodes Marion, 1954
- Munroeodes Amsel, 1957
- Nascia J. Curtis, 1835
- Neadeloides Klima, 1939
- Neoepicorsia Munroe, 1964
- Neohelvibotys Munroe, 1976
- Nephelobotys Munroe & Mutuura, 1970
- Nephelolychnis Meyrick, 1933
- Nomis Motschulsky, 1861
- Oenobotys Munroe, 1976
- Oronomis Munroe & Mutuura, 1968
- Ostrinia Hübner, 1825
- Pagyda Walker, 1859
- Palepicorsia Maes, 1995
- Paracorsia Marion, 1959
- Paranomis Munroe & Mutuura, 1968
- Paratalanta Meyrick, 1890
- Parbattia Moore, 1888
- Paschiodes Hampson, 1913
- Perispasta Zeller, 1876
- Pimelephila Tams, 1930
- Placosaris Meyrick, 1897
- Powysia Maes, 2006
- Proconica Hampson, 1899
- Prooedema Hampson, 1896
- Protepicorsia Munroe, 1964
- Protinopalpa Strand, 1911
- Psammotis Hübner, 1825
- Pseudepicorsia Munroe, 1964
- Pseudognathobotys Maes, 2001
- Pseudopagyda Slamka, 2013
- Pseudopolygrammodes Munroe & Mutuura, 1969
- Pseudopyrausta Amsel, 1956
- Pyrasia M. O. Martin, 1986
- Pyrausta Schrank, 1802
- Pyraustomorpha Maes, 2014
- Sarabotys Munroe, 1964
- Scirpobotys Seizmair, 2021
- Sclerocona Meyrick, 1890
- Sinibotys Munroe & Mutuura, 1969
- Sitochroa Hübner, 1825
- Stenochora Warren, 1892
- Thivolleo Maes, 2006
- Torulisquama Zhang & Li, 2010
- Toxobotys Munroe & Mutuura, 1968
- Uresiphita Hübner, 1825
- Vittabotys Munroe & Mutuura, 1970
- Xanthostege Munroe, 1976
- Yezobotys Munroe & Mutuura, 1969